# Matthew J. Evans (Physiker)
Matthew J. Evans ist ein US-amerikanischer Physiker, der sich mit Gravitationswellendetektoren befasst. Er gehört zur LIGO Kollaboration.
Evans studierte Physik am Harvey Mudd College in Claremont (Kalifornien) und schloss 1996 mit einem Bachelor of Science ab. Er promovierte 2002 am Caltech, wo er anschließend als Post-Doktorand am Gravitationswellenobservatorium LIGO und auch am europäischen Virgo arbeitete. Ab 2007 war Evans am Massachusetts Institute of Technology (MIT), wo er beim Advanced LIGO Projekt eines fortgeschrittenen Gravitationswellen-Interferometers mitwirkte. Er ist seit 2018  Associate Professor am MIT, wo er an der Entwicklung neuer Technologien für künftige Gravitationswellendetektoren arbeitet, die über Advanced LIGO hinausgehen (wie gequetschtes Licht). Seit 2014 leitet er die Advanced Interferometer Configurations Working Group am MIT.
Er erforscht auch die prinzipiellen quantenmechanischen und thermodynamischen Grenzen der Interferometer-Genauigkeit in Gravitationswellendetektoren vom LIGO-Typ.
2019 erhielt er den New Horizons in Physics Prize für Forschungen zu gegenwärtigen und künftigen erdbasierten Gravitationswellendetektoren (Laudatio). 

## Schriften (Auswahl)
- The LIGO Scientific Collaboration: Exploring the sensitivity of next generation gravitational wave detectors, Classical and Quantum Gravity, Band 34, 2017,  044001
- E. Oelker, T. Isogai, J. Miller, M. Tse, Lisa Barsotti, N. Mavalvala, M. Evans: Audio-Band Frequency-Dependent Squeezing for Gravitational-Wave Detectors, Phys. Rev. Lett., Band 116, 2016, S. 041102
- L. Barsotti, M. Evans, P. Fritschel: Alignment sensing and control in advanced LIGO, Class. Quantum Grav., Band 27, 2010, S. 084026